# Ambla kyrka
Ambla kyrka (estniska: Ambla kirik) är en luthersk kyrka i småköpingen Ambla i landskapet Järvamaa i Estland. Den byggdes i mitten av 1200-talet, och var mellersta Estlands första kyrka. Kyrkan har tidigare kallats för stora Maria kyrka, på latin Ampla Maria, varifrån namnet Ambla kommer. Kyrkans medeltida inredning förstördes i livländska kriget. Altaret är av Berent Geistmann från början av 1600-talet. 